# Wenche Klouman
Wenche Klouman, född 11 maj 1918 i Kristiania (nuvarande Oslo), död 8 februari 2009 i Bærum, var en norsk skådespelare.
Klouman var dotter till skådespelaren Thoralf Klouman och dennes hustru, skådespelaren Borghild Johannessen. Hon var syster till musikern Carsten Klouman och kusin till skådespelaren Per Aabel. Klouman filmdebuterade 1939 i Familien på Borgan och medverkade i sex filmer 1939–1949. Under 1950-talet medverkade hon även i två husmorsfilmer. Vid sidan av filmen verkade hon som teaterskådespelare, bland annat vid Det Nye Teater under 1930- och 1940-talen.
År 1950 spelade hon in hörspelet "Doffen tar spilletime" tillsammans med Einar Sissener. Skivan gavs ut som en 78-varvare.
Hon var gift första gången med Karl-Ludvig Bugge och andra gången med Finn Rønneberg Kerr.

## Filmografi
- 1939 – Familien på Borgan – Anne, Bergs dotter
- 1941 – Den forsvundne pølsemaker – Malla Hansen
- 1946 – To liv – Wenche, dotter
- 1948 – Trollforsen – sjuksköterska
- 1949 – Det gælder os alle – Gerd
- 1949 – Lejlighed til leje – Lise Martins